# Euneoneurus asiaticus
Euneoneurus asiaticus är en stekelart som beskrevs av Vladimir Ivanovich Tobias och Yuldashev 1979. Euneoneurus asiaticus ingår i släktet Euneoneurus och familjen bracksteklar. Inga underarter finns listade i Catalogue of Life.